# Petra Söderlund
Petra Söderlund, född den 28 juli 1962, är en svensk litteraturvetare, med inriktning mot litteratursociologi och textkritik. Hon är docent i litteraturvetenskap, särskilt litteratursociologi, vid Uppsala universitet och huvudredaktör vid Svenska Vitterhetssamfundet. Söderlund disputerade år 2000 på en avhandling om Vilhelm Fredrik Palmblads förlag, som följdes av två studier om läsvanor på internet och en antologi om Selma Lagerlöfs författarskap. År 2016 tilldelades hon Kungl. Vetenskaps-Societeten i Uppsala Thuréuspris med motiveringen: ”för djupborrande forskning kring förlagens, bokens och läsningens historia och för storslagen utgivning av svenska klassiker”.

### Monografier, antologier och föredrag
- Söderlund, Petra (2000). Romantik och förnuft. V.F. Palmblads förlag 1810-1830, diss. Uppsala. Skrifter utgivna av Avdelningen för litteratursociologi vid Litteraturvetenskapliga institutionen i Uppsala  43. Hedemora: Gidlund. Libris 7668647. ISBN 91-7844-315-6. https://litteraturbanken.se/forfattare/SoderlundP/titlar/RomantikOchFornuft/sida/3/faksimil
- Söderlund, Petra (2002). Läsarnas nätverk. Om bokläsare och Internet. Litteratur och samhälle 35. Uppsala: Avd. för litteratursociologi, Uppsala universitet. Libris 8426833. ISBN 91-85178-34-9
- Söderlund, Petra (2004). Bokringen. Läsarnas navigatör på Internet. Skrifter utgivna av Avdelningen för litteratursociologi vid Litteraturvetenskapliga institutionen i Uppsala 47. Uppsala: Avd. för litteratursociologi vid Litteraturvetenskapliga institutionen, Uppsala universitet. Libris 9619555. ISBN 91-85178-37-3
- Söderlund, Petra (2006). Hundra år av vitterhet. Svenska Vitterhetssamfundets verksamhet och organisation. Anförande vid Svenska Vitterhetssamfundets årsmöte den 17 maj 2006. Stockholm: Svenska Vitterhetssamfundet. Libris 10387252. ISBN 91-7230-135-X
- Söderlund, Petra (2010). Selma Lagerlöf & Co. Litteratursociologiska och textkritiska analyser. Litteratur och samhälle 39:2. Uppsala: Avdelningen för litteratursociologi, Uppsala universitet. Libris 12052399. ISBN 978-91-88300-50-8 (inb.). https://litteraturbanken.se/forfattare/SoderlundP/titlar/SelmaLagerlofOCo/sida/3/faksimil

### Redaktör för antologier
- Barbro Ståhle Sjönell & Petra Söderlund, red (2007). Svenska Vitterhetssamfundet 1907–2007. Historik och textkritik. Stockholm: Svenska Vitterhetssamfundet. Libris 10474709. ISBN 978-91-7230-140-5 (inb.)
- Mats Malm, Barbro Ståhle Sjönell & Petra Söderlund, red (2009). Bokens materialitet. Bokhistoria och bibliografi. Bidrag till en konferens anordnad av Nordiskt nätverk för editionsfilologer, 14–16 september 2007. Stockholm: Svenska Vitterhetssamfundet. Libris 11640089. ISBN 978-91-7230-149-8 (inb.)
- Paula Henrikson, Mats Malm & Petra Söderlund, red (2017). Textkritik som analysmetod. Bidrag till konferens anordnad av Nordiskt Nätverk för Editionsfilologer 2–4 oktober 2015. Stockholm: Svenska Vitterhetssamfundet. Libris 21735915. ISBN 978-91-7230-187-0 (inb.)

### Redaktör för textkritiska utgåvor
- Almqvist, Carl Jonas Love (2003). Olof Holm & Petra Söderlund. red. Samlade verk. 5, Törnrosens bok. Duodesupplagan. Bd 1–3. Jagtslottet. Hermitaget. Vargens Dotter. Hinden. Stockholm: Svenska Vitterhetssamfundet i samarbete med Almqvistsällskapet. Libris 8907749. ISBN 91-7230-111-2 (inb.)
- Spegel, Haquin (2006). Bernt Olsson, Barbro Nilsson & Birgit Neumann; Barbro Ståhle Sjönell & Petra Söderlund. red. Samlade skrifter. 3, Världsliga dikter, Vol. 1. Text. Stockholm: Svenska Vitterhetssamfundet. Libris 10387696. ISBN 91-7230-136-8 (inb.)
- Almqvist, Carl Jonas Love (2006). Petra Söderlund. red. Samlade verk. 3, Otryckta verk. 1, Otryckta verk 1806-1817. Stockholm: Svenska Vitterhetssamfundet i samarbete med Almqvistsällskapet. Libris 10142759. ISBN 91-7230-126-0 (inb.)
- Söderlund, Petra (2007). Vågade verk ur vitterheten, urval och inledning av Petra Söderlund. Stockholm: Svenska Vitterhetssamfundet. Libris 10441361. ISBN 978-91-7230-138-2 (inb.)
- Flygare-Carlén, Emilie (2007). Yvonne Leffler; Barbro Ståhle Sjönell & Petra Söderlund. red. Ett köpmanshus i skärgården. D. 1, utgiven i tre delar med inledning och kommentar av Yvonne Leffler; huvudredaktör Barbro Ståhle Sjönell, biträdande huvudredaktör Petra Söderlund. Svenska författare. Ny serie. Stockholm: Svenska Vitterhetssamfundet. Libris 10436039. ISBN 978-91-7230-131-3 (inb.)
- Flygare-Carlén, Emilie (2007). Yvonne Leffler; Barbro Ståhle Sjönell & Petra Söderlund. red. Ett köpmanshus i skärgården. [D. 2], utgiven i tre delar med inledning och kommentar av Yvonne Leffler; huvudredaktör Barbro Ståhle Sjönell, biträdande huvudredaktör Petra Söderlund. Svenska författare. Ny serie. Stockholm: Svenska Vitterhetssamfundet. Libris 10479975. ISBN 978-91-7230-133-7 (inb.)
- Flygare-Carlén, Emilie (2007). Yvonne Leffler; Barbro Ståhle Sjönell & Petra Söderlund. red. Ett köpmanshus i skärgården. [D. 3], utgiven i tre delar med inledning och kommentar av Yvonne Leffler; huvudredaktör Barbro Ståhle Sjönell, biträdande huvudredaktör Petra Söderlund. Svenska författare. Ny serie. Stockholm: Svenska Vitterhetssamfundet. Libris 10557424. ISBN 978-91-7230-134-4 (inb.)
- Spegel, Haquin (2008). Bernt Olsson, Barbro Nilsson & Birgit Neumann; Barbro Ståhle Sjönell & Petra Söderlund. red. Samlade skrifter. 3, Världsliga dikter, Vol. 2. Kommentar. Svenska författare utgivna av Svenska Vitterhetssamfundet, 25. Stockholm: Svenska Vitterhetssamfundet. Libris 10862555. ISBN 978-91-7230-141-2 (inb.)
- Leopold, Carl Gustaf af (2008). Torkel Stålmarck; Barbro Ståhle Sjönell & Petra Söderlund. red. Samlade skrifter av Carl Gustaf af Leopold, under redaktion av Petra Söderlund och Barbro Ståhle Sjönell. Avd. 1. D. 3, Teaterstycken 1785-1829, utgivna av Torkel Stålmarck. 2, Kommentar. Svenska författare utgivna av Svenska Vitterhetssamfundet, 2. Stockholm: Svenska Vitterhetssamfundet. Libris 11214955. ISBN 978-91-7230-142-9 (inb.)
- Lagerlöf, Selma (2009). Petra Söderlund, Maria Karlsson & Jenny Bergenmar. red. Körkarlen. Berättelse, Textkritisk provutgåva med inledning av Maria Karlsson, textkritisk kommentar av Petra Söderlund (huvudredaktör) och ordförklaringar av Jenny Bergenmar. Stockholm: Svenska Vitterhetssamfundet. Libris 11468895. ISBN 978-91-7230-147-4 (inb.)
- Brenner, Sophia Elisabeth (2009). Valborg Lindgärde; Barbro Ståhle Sjönell & Petra Söderlund. red. Samlade dikter av Sophia Elisabet Brenner, under redaktion av Petra Söderlund och Barbro Ståhle Sjönell. D. 1, Poetiske dikter 1713, utgivna av Valborg Lindgärde. 1, Text. Stockholm: Svenska Vitterhetssamfundet. Libris 11625223. ISBN 978-91-7230-151-1 (inb.)
- Bremer, Fredrika (2009). Maria Wahlström; Barbro Ståhle Sjönell & Petra Söderlund. red. En dagbok, utgiven med inledning och kommentarer av Maria Wahlström; huvudredaktör Petra Söderlund, biträdande huvudredaktör Barbro Ståhle Sjönell. Stockholm: Svenska Vitterhetssamfundet. Libris 11372498. ISBN 978-91-7230-145-0 (inb.)
- Leopold, Carl Gustaf af (2010). Lillemor Santesson; Barbro Ståhle Sjönell, Petra Söderlund. red. Samlade skrifter av Carl Gustaf af Leopold, under redaktion av Barbro Ståhle Sjönell & Petra Söderlund. Förra avdelningen. D. 4, Skrifter på prosa 1785–1829. 1, Om svenska språket, utgiven av Lillemor Santesson. A, Text. Svenska författare utgivna av Svenska Vitterhetssamfundet, 2. Stockholm: Svenska Vitterhetssamfundet. Libris 11785549. ISBN 978-91-7230-144-3
- Leopold, Carl Gustaf af (2010). Lillemor Santesson; Barbro Ståhle Sjönell & Petra Söderlund. red. Samlade skrifter av Carl Gustaf af Leopold, under redaktion av Barbro Ståhle Sjönell  och Petra Söderlund. Förra avdelningen. D. 4, Skrifter på prosa 1785–1829. 1, Om svenska språket, utgiven av Lillemor Santesson. B, Kommentar. Svenska författare utgivna av Svenska Vitterhetssamfundet, 2. Stockholm: Svenska Vitterhetssamfundet. Libris 12200641. ISBN 978-91-7230-157-3 (inb.)
- Almqvist, Carl Jonas Love (2006). Petra Söderlund. red. Samlade verk. 3, Otryckta verk. 2, Karmola. Stockholm: Svenska Vitterhetssamfundet i samarbete med Almqvistsällskapet. Libris 11901890. ISBN 978-91-7230-153-5 (inb.)
- Spegel, Haquin (2006). Bernt Olsson & Birgit Neumann; Petra Söderlund & Barbro Ståhle Sjönell. red. Samlade skrifter, av Haquin Spegel, under redaktion av Petra Söderlund och Barbro Ståhle Sjönell. D. 2, Dikterna om paradis, utgivna av Bernt Olsson och Birgit Neumann. Vol. 1, Text. Svenska författare utgivna av Svenska vitterhetssamfundet, 25. Stockholm: Svenska Vitterhetssamfundet. Libris 12520160. ISBN 978-91-7230-160-3 (inb.)
- Lagerlöf, Selma (2012). Petra Söderlund, Maria Karlsson & Jenny Bergenmar. red. Körkarlen. Berättelse, Textkritisk utgåva med inledning av Maria Karlsson, textkritisk kommentar av Petra Söderlund (huvudredaktör) och ordförklaringar av Jenny Bergenmar. Stockholm: Svenska Vitterhetssamfundet. Libris 13416197. ISBN 978-91-7230-162-7 (inb.)
- Lagerlöf, Selma (2013). Petra Söderlund m.fl.. red. Gösta Berlings saga, textkritisk utgåva utarbetad av medarbetarna vid Selma Lagerlöf-arkivet, huvudredaktör Petra Söderlund. Stockholm: Svenska Vitterhetssamfundet. Libris 14713482. ISBN 978-91-7230-172-6 (inb.)
- Brenner, Sophia Elisabeth (2013). Valborg Lindgärde; Petra Söderlund & Barbro Ståhle Sjönell. red. Samlade dikter av Sophia Elisabet Brenner, under redaktion av Petra Söderlund och Barbro Ståhle Sjönell. D. 1, Poetiske dikter 1713, utgivna av Valborg Lindgärde. 2, Kommentar. Stockholm: Svenska Vitterhetssamfundet. Libris 14189990. ISBN 978-91-7230-166-5 (inb.)
- Törneros, Adolph (2013). Torkel Stålmarck; Petra Söderlund & Barbro Ståhle Sjönell. red. Brev och dagboksanteckningar av Adolph Törneros. Femte delen under redaktion av Petra Söderlund och Barbro Ståhle Sjönell, Kommentar av Torkel Stålmarck. Stockholm: Svenska Vitterhetssamfundet. Libris 18467667. ISBN 978-91-7230-175-7 (inb.)
- Spegel, Haquin (2015). Bernt Olsson, Barbro Nilsson & Birgit Neumann; Petra Söderlund & Barbro Ståhle Sjönell. red. Samlade skrifter av Haquin Spegel, under redaktion av Petra Söderlund och Barbro Ståhle Sjönell. D. 2, Dikterna om Paradis, utgivna av Bernt Olsson, Barbro Nilsson och Birgit Neumann. Vol. 2, Kommentar. Stockholm: Svenska Vitterhetssamfundet. Libris 17892885. ISBN 978-91-7230-174-0 (inb.)
- Lagerlöf, Selma (2016). Petra Söderlund m.fl.. red. Tal, textkritisk utgåva utgiven av Petra Söderlund och Ilaria Tedde, inledning av Brigitte Mral, huvudredaktör Petra Söderlund. Stockholm: Svenska Vitterhetssamfundet. Libris 19446370. ISBN 978-91-7230-179-5 (inb.)
- Brenner, Sophia Elisabeth (2017). Valborg Lindgärde; Petra Söderlund & Barbro Ståhle Sjönell. red. Samlade dikter av Sophia Elisabet Brenner, under redaktion av Petra Söderlund och Barbro Ståhle Sjönell. Andra delen, Poetiske dikter 1732 och övriga dikter, utgivna av Valborg Lindgärde. 1, Text. Svenska författare utgivna av Svenska Vitterhetssamfundet 27. Stockholm: Svenska Vitterhetssamfundet. Libris 20719368. ISBN 978-91-7230-183-2 (inb.)

## Priser och utmärkelser
- 2016 – Thuréuspris av Kungl. Vetenskaps-Societeten i Uppsala